# Bizâncio depois de Bizâncio
Bizanţ după Bizanţ (em português:  Bizâncio depois de Bizâncio, em francês:  Byzance après Byzance) é um livro publicado no ano de 1935 e escrito pelo historiador romeno Nicolae Iorga, que deu origem a um movimento cultural a nível nacional. Refere-se a influência bizantina imperial no desenvolvimento político, social, cultural e intelectual dos principados da Valáquia e da Moldávia. O livro aborda o impacto da queda do Império Bizantino na civilização europeia, o legado e a continuidade das instituições e a cultura bizantina.